# Vass Samu
Vass Samu (Beregrákos, 1844. december 1. – Nagykőrös, 1901. augusztus 14.) református főgimnáziumi tanár. 

## Életútja
Közrendű szülőktől származik; gimnáziumi tanulmányait a joggal és teológiával együtt Sárospatakon végezte, majd mint Tolcsvai Nagy Gedeon gyermekeinek nevelője Budapestre ment, ahol az egyetemen a bölcseleti szakra iratkozott be. 1874-ben a nagykőrösi református főgimnáziumhoz helyettes és még azon évben rendes tanárnak választatott meg a latin és magyar nyelvre. 1879-ben nyert tanári oklevelet a latin és görög filológiából Kolozsvárt.
Cikkeket írt a Nagy-Kőrös c. hetilapba, melynek segédszerkesztője is volt; a Nagy-Kőrös város monographiájában: A jótékony egyletek, A közművelődési körök c. cikkeket is ő írta; ezeken kívül több lap hozott tőle közleményeket.